# Cabana de volta del Santfeliu
Cabana de volta del Santfeliu és una obra de Tàrrega (Urgell) protegida com a Bé Cultural d'Interès Local.

## Descripció
Construcció rural de secció rectangular estructurada a partir de parament de blocs de pedra calcària de forma i mida molt irregulars, encara que ben falcats amb pedres més petites i sense la necessitat de gaire terra com a lligam. La coberta és de volta de pedra adovellada en molt bon estat, amb cobertura final de vegetació i que arrenca a uns 105 cm del terra. Els contraforts d'aquesta construcció estan integrats en els murs de la cabana i reposen en el pendent format per terra d'aportació. El portal té una doble llinda de fusta per salvar el gruix del mur i els brancals molt similars als de la resta de construcció. A l'interior, s'aprecia el fang de les filtracions de terra de la coberta. A l'exterior, la paret de tancament ha estat construïda arran de la volta i deixa entreveure el perfil d'aquesta. La façana principal és parcialment arrebossada amb morter de calç i fang. Els elements més característics de l'interior són la menjadora de pedra, els penjadors, l'armari arran de terra i l'armari o espitllera tapiada a la façana principal. A l'exterior, s'hi aprecia una construcció annexa de pedra seca amb coberta de llosa de pedra totalment devastada.